# تونارا
تونارا، (بالإنجليزية: Tonara)‏، هي بلدية في مقاطعة نوورو في إقليم سردينيا الإيطالي، وتقع على بعد حوالي 90 كم (56 ميل) إلى الشمال من كالياري، وحوالي 35 كم (22 ميل) جنوب غرب نوورو. اعتبارا من 31 ديسمبر 2004، كان عدد سكانها 2162 مساحة 52.1 كيلومتر مربع (20.1 ميل مربع). 

## السكان
في سنة 1861 بلغ عدد السكان 2٬525 نسمة، وتطور العدد ليصل في سنة 2011 لـ 2٬116 نسمة.
يظهر هذا المخطط البياني تطور النمو السكاني لـ تونارا